# Pierre Gosset
Pierre Gosset, dit « Gosset sans peur », est un prêtre réfractaire français, né à Carantilly le 7 janvier 1764, décédé à Carantilly le 10 juin 1844.

## Biographie
Cadet d'une famille de la bourgeoisie rurale du Cotentin, Pierre Gosset opte pour la prêtrise et est consacré vers 1781. Pendant la Révolution française, il ne prête pas serment à la Constitution civile du clergé et se retire dans son domaine familial de la Monnerie à Carantilly. Lors de la réquisition militaire de 1793, désigné pour la conscription par la commune de Carantilly, il préfère disparaître.
Il se rend à Saint-Lô où il exerce clandestinement son ministère. Dénoncé au Comité révolutionnaire de la ville, qui lui tend un piège en pleine nuit, il s'échappe par le jardin de la maison où il est hébergé. Commence pour lui une longue errance semée d'embûches. Il est continuellement poursuivi mais la protection de la population auprès de laquelle il continue à officier clandestinement, ainsi qu'une intrépidité et une imagination exceptionnelles, lui permettent d'échapper à ses poursuivants, en changeant sans cesse d'identité et d'apparence. Il finit par être arrêté à la Monnerie mais est libéré, sans doute grâce à la notoriété de son jeune frère Léonor Gosset, né en 1769, alors brigadier dans les Dragons du Rocher de la Liberté, un corps de volontaires de Saint-Lô au service de la Révolution. L'abbé Pierre Gosset, désormais appelé « Gosset sans peur », doit cependant reprendre la clandestinité mais il échappera désormais à ses poursuivants et sans doute ainsi à la mort, tout au long du cours de la Révolution.
En 1805, il est desservant à Saint-Georges-Montcocq où il organise une filière pour permettre à ses ouailles d'échapper à la conscription de l'Empire. Il est dénoncé l'année suivante par un jeune homme appelé sous les drapeaux, à qui il a proposé ses services. L'abbé Gosset qui ne bénéficie pas de la protection de l'évêque de Coutances, peu désireux de paraître auprès des autorités impériales soutenir les incitations à la désertion, est arrêté. Il est envoyé en résidence surveillée à Rennes où il recommence ses agissements. Il est de nouveau arrêté et enfermé sur ordre de Fouché à la prison Sainte-Pélagie à Paris.
À sa libération, cet homme cultivé, indépendant et fier, à l'allure athlétique et un peu rude, regagne sa maison de la Monnerie où il fera valoir son bien tout en officiant bénévolement à l'église de Carantilly. Il meurt dans son village en 1844 et y repose sous un monument à double pyramide de grès portant l'inscription : À la mémoire de Monsieur l'abbé Pierre Gosset, confesseur de la foi pendant la Révolution.